# Lijst van rijksmonumenten in Heeten
De plaats Heeten telt 28 inschrijvingen in het rijksmonumentenregister. Hieronder een overzicht.
| Object | Oorspronkelijke functie?  | Bouwjaar                                  | Architect     | Locatie                       | Coördinaten?                  | Nr.?   | Afbeelding        |
| --- | ------------------------- | ----------------------------------------- | ------------- | ----------------------------- | ----------------------------- | ------ | ----------------- |
| O.L. Vrouw Onbevlekt Ontvangen                                                                                    | Kerk en kerkonderdeel     | 1892 (gewijd)                             | A. Tepe       | Dorpsstraat 16                | 52° 19' 60" NB, 6° 16' 49" OL | 32277  | Meer afbeeldingen |
| Erve Groot-Zwaaftink: boerderij met dwars voor de stal gebouwd woongedeelte onder hoog, met riet gedekt schilddak | Boerderij                 | 19e eeuw                                  |               | Heetenseweg 26                | 52° 20' 29" NB, 6° 16' 28" OL | 32278  | Meer afbeeldingen |
| Schoonheten: hoofdgebouw                                                                                          | Kasteel, buitenplaats     | midden 17e eeuw                           |               | Schoonhetenseweg 56           | 52° 21' 5" NB, 6° 17' 39" OL  | 384365 | Meer afbeeldingen |
| Schoonheten: park- en tuinaanleg van de buitenplaats                                                              | Tuin, park en plantsoen   | 17e/18e/19e eeuw                          |               | Schoonhetenseweg bij 56       | 52° 21' 5" NB, 6° 17' 39" OL  | 384366 | Meer afbeeldingen |
| Schoonheten: toegangsbrug met balustrade, hekpijkers en sierhek                                                   | Tuin, park en plantsoen   | laatste helft 18e eeuw                    |               | Schoonhetenseweg bij 56       | 52° 21' 5" NB, 6° 17' 39" OL  | 384367 | Meer afbeeldingen |
| Schoonheten: noordelijk bouwhuis                                                                                  | Bijgebouwen kastelen enz. | laatste helft 18e eeuw                    | P.W. Schonck  | Schoonhetenseweg bij 56       | 52° 21' 5" NB, 6° 17' 39" OL  | 384368 | Upload foto       |
| Schoonheten: zuidelijk bouwhuis                                                                                   | Bijgebouwen kastelen enz. | laatste helft 18e eeuw                    | P.W. Schonck  | Schoonhetenseweg bij 56       | 52° 21' 5" NB, 6° 17' 39" OL  | 384369 | Upload foto       |
| Schoonheten: klein bouwhuis                                                                                       | Bijgebouwen kastelen enz. | tweede helft van de 18e of begin 19e eeuw |               | Schoonhetenseweg bij 56       | 52° 21' 5" NB, 6° 17' 39" OL  | 384370 | Upload foto       |
| Schoonheten: zonnewijzer                                                                                          | Tuin, park en plantsoen   | vroeg 18e eeuw                            |               | Schoonhetenseweg tegenover 56 | 52° 21' 5" NB, 6° 17' 39" OL  | 384371 | Upload foto       |
| Schoonheten: houten voliere                                                                                       | Tuin, park en plantsoen   | vermoedelijk 19e eeuw                     |               | Schoonhetenseweg bij 56       | 52° 21' 5" NB, 6° 17' 39" OL  | 384372 | Upload foto       |
| Schoonheten: kleine poort met muur                                                                                | Bijgebouwen kastelen enz. | 18e eeuw                                  |               | Schoonhetenseweg bij 56       | 52° 21' 5" NB, 6° 17' 39" OL  | 384373 | Upload foto       |
| Schoonheten: grote poort met muurwerk                                                                             | Tuin, park en plantsoen   | 18e eeuw                                  |               | Schoonhetenseweg bij 56       | 52° 21' 5" NB, 6° 17' 39" OL  | 384374 | Upload foto       |
| Schoonheten: oranjerie                                                                                            | Bijgebouwen kastelen enz. | laatste helft 18e eeuw                    |               | Schoonhetenseweg bij 56       | 52° 21' 5" NB, 6° 17' 39" OL  | 384375 | Upload foto       |
| Schoonheten: grote verwarmde kas                                                                                  | Tuin, park en plantsoen   | ca. 1925                                  |               | Schoonhetenseweg bij 56       | 52° 21' 5" NB, 6° 17' 39" OL  | 384376 | Upload foto       |
| Schoonheten: kleine druivenkas                                                                                    | Tuin, park en plantsoen   | laatste helft 19e eeuw                    |               | Schoonhetenseweg bij 56       | 52° 21' 5" NB, 6° 17' 39" OL  | 384377 | Upload foto       |
| Schoonheten: vier broeikassen                                                                                     | Tuin, park en plantsoen   | laatste helft 19e eeuw                    |               | Schoonhetenseweg bij 56       | 52° 21' 5" NB, 6° 17' 39" OL  | 384378 | Upload foto       |
| Schoonheten: muur                                                                                                 | Tuin, park en plantsoen   | 18e eeuw                                  |               | Schoonhetenseweg bij 56       | 52° 21' 5" NB, 6° 17' 39" OL  | 384379 | Upload foto       |
| Schoonheten: ijskelder                                                                                            | Tuin, park en plantsoen   | ca. 1850                                  |               | Schoonhetenseweg tegenover 56 | 52° 21' 3" NB, 6° 17' 48" OL  | 384380 | Upload foto       |
| Schoonheten: tuinhuisje                                                                                           | Tuin, park en plantsoen   | laatste helft 19e eeuw                    |               | Schoonhetenseweg tegenover 56 | 52° 21' 3" NB, 6° 17' 48" OL  | 384381 | Upload foto       |
| Schoonheten: tennishuisje                                                                                         | Tuin, park en plantsoen   | ca. 1900                                  | L.A. Springer | Schoonhetenseweg bij 56       | 52° 21' 4" NB, 6° 17' 34" OL  | 384382 | Upload foto       |
| Schoonheten: bouwhuis onder wolfdak                                                                               | Bijgebouwen kastelen enz. | 19e eeuw                                  |               | Schoonhetenseweg bij 56       | 52° 21' 8" NB, 6° 17' 35" OL  | 384383 | Upload foto       |
| Schoonheten: houten schuur                                                                                        | Bijgebouwen kastelen enz. | ca. 1900                                  |               | Schoonhetenseweg bij 56       | 52° 21' 8" NB, 6° 17' 35" OL  | 384384 | Upload foto       |
| Schoonheten: duiventil                                                                                            | Tuin, park en plantsoen   |                                           |               | Schoonhetenseweg bij 56       | 52° 21' 10" NB, 6° 17' 42" OL | 384385 | Meer afbeeldingen |
| Schoonheten: portiers- of chauffeurswoning                                                                        | Dienstwoning              | 1908                                      |               | Schoonhetenseweg 52           | 52° 21' 7" NB, 6° 17' 57" OL  | 384386 | Upload foto       |
| Boerderij met schuur opgetrokken in rode machinale baksteen                                                       | Boerderij                 | 1880                                      |               | Spekschateweg 2               | 52° 19' 27" NB, 6° 16' 37" OL | 513672 | Upload foto       |
| Kookhuisje | Boerderij                 | 1880                                      |               | Spekschateweg 2               | 52° 19' 27" NB, 6° 16' 37" OL | 513673 | Upload foto       |
| Drieroedige hooiberg onder een rietgedekt tentdak met toef                                                        | Boerderij                 | 1880                                      |               | Spekschateweg 2               | 52° 19' 27" NB, 6° 16' 37" OL | 513674 | Upload foto       |
| Hallehuisboerderij "Nieuw Nulen"                                                                                  | Boerderij                 | 1936                                      |               | Holterweg 50                  | 52° 19' 39" NB, 6° 18' 2" OL  | 513677 | Upload foto       |